# Ononis spinosa subsp. australis
Ononis spinosa subsp. australis é uma subespécie de planta com flor pertencente à família Fabaceae. 
A autoridade científica da subespécie é (Širj.) Greuter & Burdet, tendo sido publicada em Willdenowia 19(1): 33. 1989.
Os seus nomes comuns são gatinha, gatinho, gatunha, resta-boi, rilha-boi, unha-de-gato ou unha-gata.

## Portugal
Trata-se de uma subespécie presente no território português, nomeadamente em Portugal Continental.
Em termos de naturalidade é nativa da região atrás indicada.

## Protecção
Não se encontra protegida por legislação portuguesa ou da Comunidade Europeia.